# بطولة أوروبا للألعاب المائية 2006
بطولة أوروبا للألعاب المائية 2006 هو الموسم الـ 28 من بطولة أوروبا للألعاب المائية، عقد في الفترة 26 يوليو–6 أغسطس من 2006، وجرت المنافسات في مدينة بودابست، المجر، ونظمت من قبل الاتحاد الأوروبي للسباحة.

## النتائج
| م        | الذهبية | الفضية  | البرونزية |
| -------- | ------- | ------- | --------- |
| الفائزين | روسيا   | ألمانيا | فرنسا     |